# Ser y tiempo
Ser y tiempo (en alemán Sein und Zeit, 1927) es el libro más importante del filósofo alemán Martin Heidegger. El libro, tal y como se publicó, representa sólo una tercera parte del proyecto descrito en su introducción. Es considerado una de las obras más importantes dentro de la filosofía (de la filosofía llamada por los filósofos analíticos angloamericanos filosofía continental). Permanece como una de las obras sobre las que más se ha discutido en la filosofía del siglo XX; muchos puntos de vista y aproximaciones posteriores, tal como el existencialismo, la  hermenéutica y la deconstrucción, han sido muy fuertemente influidos por Ser y tiempo, así como gran parte del lenguaje empleado por la filosofía (véase Terminología heideggeriana: el concepto más importante de la obra es, quizás, el concepto de Dasein, 'ser-ahí').

## El sentido del ser
Puesto que nosotros estamos en un aprieto, mostrándonos en forma adecuada qué queréis manifestar cuando mencionáis lo que es. Es evidente que se trata de algo que vosotros conocéis desde hace mucho,y que nosotros mismos comprendíamos hasta este momento, pero que ahora nos pone en dificultades. Enseñadnos, entonces, eso en primer lugar, para que no creamos que comprendemos lo que decís, cuando en realidad sucede lo contrario.
Platón, Sofista 244a

Con esta cita comienza la obra. En Ser y tiempo, Heidegger aborda la cuestión del ser: ¿qué significa que una entidad sea? o ¿cuál es la razón por la que hay algo en lugar de nada? Estas cuestiones fundamentales de la ontología, originalmente tratadas por Aristóteles y definidas por Leibniz, fueron el estudio del quam (latín, tr. literalmente 'como', o 'en la capacidad de'). En esta aproximación a la cuestión, Heidegger se coloca entre la tradición de Aristóteles y de Kant, autores que difieren ampliamente en sus posiciones filosóficas respectivas; no aborda la cuestión del sentido del ser desde la perspectiva de la lógica de las proposiciones. Su aproximación tiene implícita la tesis de que el conocimiento teorético no es la más fundamental y originaria relación entre el individuo humano y los entes del mundo que le rodea (incluyéndose a sí mismo).

## Método fenomenológico

Diagrama de Ser y tiempo (alemán).

Ante el rechazo explícito de esta tesis, Heidegger adopta por el contrario una versión del método fenomenológico, purgando de esta forma los residuos del cognitivismo de Aristóteles y Kant todavía presentes en la formulación husserliana de su método. A diferencia de Husserl, Heidegger no toma como punto de partida el fenómeno de la intencionalidad. Sin embargo, en una nota de "Ser y tiempo", Heidegger establece que la base de la intencionalidad es la temporalidad (Sein und Zeit [364]). Así, la estructura existencial de Sorge ('cuidado', 'solicitud', 'preocupación') refleja un aspecto de la intencionalidad husserliana. Heidegger distingue Sorge, o cuidado, como el ser (ontológico) de Dasein. Los tres momentos estructurales de la Sorge son 1.- existenciariedad, 2.-facticidad 3.-caída, constituyentes del existir humano que mantienen entre sí una relación de "cooriginariedad" (Gleich- ursprünglichkeit). 
El conocimiento teórico representa sólo un tipo de ajuste con el mundo que le rodea, en lugar de ser su último fundamento. Suele dividir el entendimiento entre compresión existencial, es decir aquella que comprende la existencia a través de la existencia misma, y el entendimiento existenciario, que es el análisis teórico de los constituyentes de la existencia. Una entidad es lo que es (es decir: lo que está siendo) pragmáticamente; de esta forma, se nos «muestra» en un contexto de encaje práctico (Heidegger denomina a tal contexto «mundo»), no debido a que posea ciertas propiedades inherentes a la cosa en sí, sino por la intencionalidad que posee. Un martillo es un martillo no por la posesión de atributos de martillo, sino por ser usado para martillar.

## Historia de la edición
Desde la primera edición de Ser y tiempo en el año 1927 Heidegger puso una cariñosa dedicatoria al comienzo de su obra a su profesor Edmund Husserl, que poseía raíces judías. En la quinta edición de 1941 en alemán se obvió esta dedicatoria debido a los consejos que el editor Max Niemeyer dio a Heidegger sobre las consecuencias que podría tener tal acto. En todas las ediciones durante la época del nacionalsocialismo en Alemania la dedicatoria se suprimió, pero en las ediciones posteriores se repuso.